# Орден Нахимова
Эта статья про орден СССР. Информация про орден Российской Федерации приведена в статье Орден Нахимова (Россия).
Орден Нахимова — советская флотская награда времён Великой Отечественной войны.
Учреждён Указом Президиума ВС СССР от 3.03.1944 об учреждении военных орденов: ордена Ушакова I и II степени и ордена Нахимова I и II степени, одновременно с орденом Ушакова специально для награждения офицеров Военно-Морского Флота.
Орден выполнен по проекту архитектора М. А. Шепилевского .

## История
Представленный проект ордена по личному предложению И. В. Сталина был дополнительно украшен крупными рубинами, что сделало его одним из самых дорогих орденов СССР.

Первые награждения орденом производились не Указом Президиума Верховного Совета СССР, а приказом командующего флотом. В связи с этим в истории награждений случалось довольно много казусов. Первым кавалером ордена Нахимова I степени стал начальник береговой обороны Черноморского Флота Моргунов П. А. (Указ Президиума Верховного Совета СССР от 16 мая 1944 года), но знаком № 1 был награждён командир бригады шхерных кораблей Балтийского флота Фельдман Н. Э.

Капитан 1 ранга Слизский Г. Н. был награждён орденом Нахимова II степени № 1 летом 1944 года. Но первым кавалером ордена Нахимова II степени был младший лейтенант Васин Н. И., лётчик 46-го штурмового авиаполка Северного флота. Он был награждён приказом командующего Северным флотом 5 апреля 1944 года, но 16 мая 1944 года Васин погиб в бою и ордена получить не успел.

В числе первых кавалеров этой награды были командующий Черноморским флотом Октябрьский Ф. С., (Указ Президиума Верховного Совета СССР от 25 сентября 1944 года), командующий Северным флотом Головко А. Г., Платонов В. И., (Указ Президиума Верховного Совета СССР от 2 ноября 1944 года), Андреев В. А., Елисеев И. Д., Исаченков Н. В., Кучеров С. Г., Малышев Н. В., Орлов А. Г., Рогов И. В., Фролов А. С., (Указ Президиума Верховного Совета СССР от 5 ноября 1944 года) и другие.
Орденом Нахимова I степени награждались части и соединения ВМФ: Дунайская военная флотилия, 1-я Севастопольская бригада торпедных катеров ЧФ, 1-я Краснознаменная бригада торпедных катеров КБФ, 51-й Таллинский минно-торпедный авиационный полк КБФ.
Единственный случай награждения в мирное время орденами I и II степени состоялся 4 ноября 1981 года, за подготовку и успешное проведение оперативно-стратегического учения «Запад-81» ими были награждены адмиралы Н. Н. Амелько, И. М. Капитанец, а также контр-адмиралы Г. Н. Авраамов и Э. Н. Семенков.
Всего орденом Нахимова I степени было произведено 82 награждения (77 — офицеров (см. полный список ) + 5 — воинских частей (см. полный список)), орденом Нахимова II степени было произведено 469 награждений.

## Статутордена

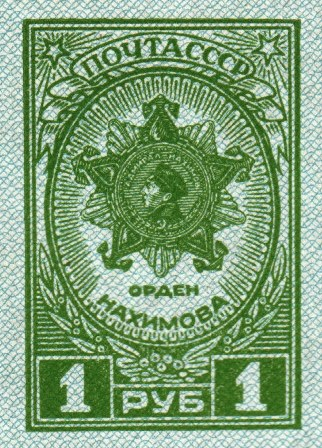
Почтовая марка 1945 год

Орденом Нахимова награждаются офицеры Военно-Морского Флота за выдающиеся успехи в разработке, проведении и обеспечении морских операций, в результате которых была отражена наступательная операция противника или обеспечены активные операции флота, нанесен противнику значительный урон и сохранены свои основные силы.
Награждение орденом Нахимова производится Указом Президиума Верховного Совета СССР. Орден Нахимова состоит из двух степеней: I и II степени. Высшей степенью ордена является I степень.
Орденом Нахимова I степени награждаются офицеры Военно-Морского Флота:
- За искусно разработанную и хорошо проведенную операцию, во взаимодействии всех сил флота, на оборонительной позиции, приведшую к разгрому и преследованию морских сил противника при численном их превосходстве;
- За хорошую организацию, смелое и решительное личное руководство действиями отдельных соединений и частей флота, участвующих в бою на море или морской позиции, приведшим к уничтожению значительных сил противника, отказу от выполнения им своих задач, при сохранении боеспособности своего соединения или части;
- За хорошо организованную и проведенную противо десантную операцию, в результате которой противник понес большие потери в своих силах и вынужден был отказаться от высадки десанта;
- За хорошее проведение активных действий, обеспечивающих операцию флота в море, свои коммуникации и оборону баз и побережья;
- За хорошо организованную и проведенную операцию по содействию флангу Красной Армии активными действиями сил флота и морскими десантами на побережье противника;
- За хорошее руководство обеспечением операций, в результате которых достигнуты крупные боевые успехи.

Орденом Нахимова II степени награждаются офицеры Военно-Морского Флота:
- За умелые и смелые активные действия и личное руководство в обороне своих коммуникаций, баз и побережья, приведшие к уничтожению значительных сил противника и воспрепятствовавшие выполнению стоящих перед ним задач;
- За хорошо организованные и дерзко проведенные действия по постановке мин у берегов противника, обеспечившие выполнение операции флота или приведшие к гибели ценных кораблей противника;
- За хорошо организованные и смело проведенные действия по тралению минных заграждений противника у его берегов, обеспечившие активные операции флота;
- За успешное выполнение боевого задания, проявленные при этом личную храбрость, приведшую к уничтожению кораблей и ценных объектов противника;
- За умелое руководство подчиненными в бою, приведшее к победе при численном превосходстве противника и сохранении боеспособности своего корабля, части, подразделения;
- За хорошее и умелое обеспечение операций, в результате которых достигнуты крупные боевые успехи .

Орден Нахимова I и II степени носится на правой стороне груди после ордена Кутузова соответствующих степеней.

## Особенности ордена
Орден Нахимова — один из самых редких орденов СССР. В частных коллекциях имеются единичные экземпляры. Значительное количество этих орденов находится либо в музейных фондах, либо вне пределов бывшего СССР (в основном у коллекционеров США и Западной Европы).
Орден Нахимова первой степени имеет сложную конструкцию и состоит из нескольких частей. Первой частью является пятиконечная штраловая звезда, выполненная из золота. Второй частью является пятиконечная лучистая серебряная звезда, лучи которой исполнены в виде якорей. Штралы золотой звезды располагаются между лучами серебряной. Третьей частью ордена является центральный круглый медальон, наложенный на серебряную звезду. Медальон выполнен из золота и покрыт эмалью. Четвёртой частью является золотой профиль Нахимова, наложенный на центральный эмалевый медальон. Пять рубинов в лучах серебряной звезды также являются отдельными компонентами ордена.
На реверсе ордена к серебряной звезде припаян серебряный нарезной штифт. В основании штифта находится небольшая шестигранная гаечка (скрепляет между собой золотую и серебряную звезды). Внутренняя штраловая золотая звезда на реверсе имеет отверстие в форме правильного круга. Отверстие не сплошное и имеет золотые перемычки, расположенные на 12, 4 и 8 часов по циферблату. Перемычки соединяются в центре реверса, в области штифта. Для крепления ордена к одежде используется стандартная прижимная гайка диаметром 33 мм.
Клеймо МОНЕТНЫЙ ДВОР выполнено в одну строку штампованными буквами и расположено на штраловой золотой звезде у верхнего её края (на 12 часов по циферблату). Номер ордена выполнен вручную штихелем и расположен горизонтально в пределах нижнего луча золотой звезды (на 6 часов по циферблату).
Минимальный известный номер ордена — 4, максимальный — 106.
Орден Нахимова второй степени выполнен целиком из серебра. Вместо рубинов в лучах звезды использована горячая эмаль. Собственно знак ордена состоит из двух частей. Первая часть — десятиконечная серебряная звезда, вторая часть — круглый центральный медальон с профилем Нахимова, который крепится к десятиконечной звезде методом пайки. Реверс ордена гладкий, слегка вогнутый. В центре реверса припаян серебряный нарезной штифт. Заклепки на реверсе отсутствуют. Клеймо МОНЕТНЫЙ ДВОР выполнено методом штамповки и расположено в две строки ниже нарезного штифта. Номер ордена, выполненный вручную штихелем, расположен горизонтально под клеймом, в области нижнего луча звезды (на 6 часов по циферблату). В зависимости от вида клейма можно выделить две разновидности ордена Нахимова II степени.

## Кавалеры ордена двух степеней
- Аржавкин, Александр Фёдорович (1-я ст.- 28.06.1945, 2-я ст.- 23.08.1944)
- Амелько, Николай Николаевич  (1-я ст.- 04.11.1981, 2-я ст.- 08.07.1944)
- Сербин, Иван Иванович  (1-я ст.- 28.06.1945, 2-я ст.- 24.05.1945)

## Орден в Российской Федерации
Вместе с некоторым другими орденами орден Нахимова сохранён в системе наград Российской Федерации Постановлением Верховного Совета Российской Федерации от 20 марта 1992 года № 2557-I, однако как награда Российской Федерации до 2010 года не имел статута и официального описания. Первое награждение состоялось в 2012 году.